# Françoise Mallet-Joris

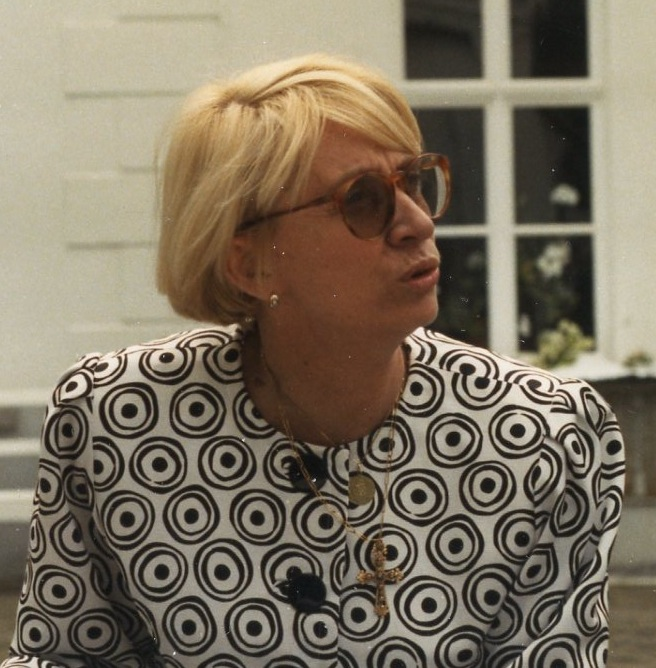
Françoise Mallet-Joris (1988)

Françoise Mallet-Joris, Pseudonym von Françoise Lilar (geboren 6. Juli 1930 in Antwerpen, Belgien; gestorben 13. August 2016 in Bry-sur-Marne, Frankreich), war eine belgisch-französische Schriftstellerin.

## Leben
Françoise Lilars Vater war der belgische Politiker Albert Lilar (1900–1976); ihre Mutter Suzanne Lilar (1901–1992) war Anwältin und Schriftstellerin, ihre Schwester Marie Fredericq-Lilar arbeitete als Historikerin. Mallet-Joris war drei Mal verheiratet: relativ kurz mit dem Schriftsteller Robert Amadou, über den sie die französische Staatsbürgerschaft erhielt, außerdem mit dem Soziologen Alain Joxe und länger mit dem Maler Jacques Delfau. Sie hatte aus diesen Ehen vier Kinder, für die sie alleine aufkam. Von 1970 bis 1981 lebte sie in einer Partnerschaft mit der Sängerin Marie-Paule Belle.
Ihr erster Roman Le Rempart des Béguines – den sie 1951 unter dem Pseudonym Mallet veröffentlichte, das Pseudonym ergänzte sie später zu Mallet-Joris – löste einen Skandal aus; der Roman erschien auf Deutsch 1957 unter dem Titel Der dunkle Morgen. 1957 erhielt sie für Les Mensonges den Prix des Libraires, 1958 für L'Empire céleste den Prix Femina, in dessen Jury sie von 1969 bis 1971 saß, und 1965 für Marie Mancini den Prix Prince-Pierre-de-Monaco.
1971 wurde sie Mitglied der Académie Goncourt, 2011 trat sie altersbedingt zurück. Als Nachfolgerin ihrer Mutter wurde sie Mitglied der Académie royale des Sciences, des Lettres et des Beaux-Arts de Belgique.
Mallet-Joris schrieb neben Romanen, Essays für Zeitschriften und Ghostwriting auch Chansonstexte für Isabelle Aubret und Édith Butler, bei denen sie als Textdichterin nicht genannt wurde. Ihre langjährige Zusammenarbeit mit der Sängerin und Komponistin Marie-Paule Belle mündete 1990 in einem Opernprojekt, das aber unaufgeführt blieb.
Mallet-Joris starb im August 2016 im Alter von 86 Jahren.

## Werke (Auswahl)
- Le rempart des Béguines. Julliard, 1951
  - Der dunkle Morgen: Roman. Übersetzung Walter Hilsbecher. Ullstein, Berlin 1957, DNB 453192149.
- La chambre rouge. Julliard, 1955
- Cordélia. Kurzgeschichten. Julliard, 1958
- Les Mensonges. Julliard, 1956
  - Die Verlogenen: Roman. Übersetzung Lotte Frauendienst. Ullstein, Berlin 1959, DNB 453192122.
- L’Empire céleste. Julliard, 1958
  - Bei Sokrates am Montparnasse: Roman. Übersetzung Lotte Frauendienst. Ullstein, Berlin 1961
- Les Personnages. Roman. Julliard, 1961
  - Die Favoritin: Roman . Übersetzung Edith Bauer. Ullstein, Berlin u. a. 1963, DNB 453192130.
- Lettre à moi-même. Essay. Julliard, 1963
- Marie Mancini, Le premier amour de Louis XIV. Biografie. Julliard, 1965
- Les signes et les prodiges. Grasset, 1966
- Trois âges de la nuit : histoires de sorcellerie. Grasset, 1968
- La Maison de Papier. Grasset, 1970
  - Mein Haus hat keine Wände: Liebeserklärung an eine ungezähmte Familie. Übersetzung Sylvia List. Piper, München 1971; dtv, München 1978, ISBN 3-423-00967-5.
- Le jeu du souterrain. Grasset, 1973
- Les Feuilles mortes d’un bel été. 1973 Illustrationen Catherine Loeb. Grasset, 1973
- J’aurais voulu jouer de l’accordéon Essay. Julliard, 1975
- Allegra. Grasset, 1976
  - Die junge Allegra: Roman. Übersetzung Susanne Kaiser. List, München 1978, ISBN 3-471-78141-2.
- Jeanne Guyon. Biografie. Flammarion, 1978
- Dickie-Roi. Grasset, 1979
- Un chagrin d’amour et d’ailleurs. Grasset, 1981
- Le Clin d'œil de l’ange. Gallimard, 1983
- Le rire de Laura. Gallimard, 1985
- La Tristesse du cerf-volant. Flammarion, 1988
- Adriana Sposa. Flammarion, 1990
- Divine. Flammarion, 1991
- Les larmes ou la veritable histoire d’un buste en cire, de deux filles, lúne triste, láutre gaie, dún prince et dún bourreau. Flammarion, 1993
  - Die Wachsbildnerin oder die wahrhaftige Geschichte einer Wachsbüste, zweier Mädchen, traurig die eine, fröhlich die andere, eines Prinzen und eines Henkers, worin man überflüssige Moralpredigten vergeblich suchen wird: Roman. Übersetzung Annette Lallemand. List, München 1998; als Taschenbuch: LIst, Berlin 2003, ISBN 978-3-548-60421-3.
- La Maison dont le chien est fou. Flammarion-Plon, 1997
  - Das Geheimnis der Schreiberin: Roman. Übersetzung Karin Krieger; Josef Winiger. List, München 1995; Ullstein, München 2000, ISBN 3-548-24782-2.
- Sept Démons dans la ville. Plon, 1999
- La Double Confidence. Plon, 2000
- Portrait d’un enfant non identifié. Grasset, 2005
- Ni vous sans moi, ni moi sans vous…. Grasset, 2007